# Epipocus subcostatus
Epipocus subcostatus är en skalbaggsart som beskrevs av Henry Stephen Gorham 1889. Epipocus subcostatus ingår i släktet Epipocus och familjen svampbaggar. Inga underarter finns listade i Catalogue of Life.